# Thiet
Thiet – miasto w Sudanie Południowym w stanie Tonj. Liczy 7170 mieszkańców (szacunek 2013).